# 德克萨斯州诉宾夕法尼亚州案
德克薩斯訴賓夕法尼亞等（最高法院案卷号22O155）是德克萨斯州向美国最高法院提起的诉讼。其对2020年美国总统大选的结果，亦即預計祖·拜登擊敗特朗普，獲得足夠選舉人團票數一事提出异议。
德克萨斯州检察长肯·帕克斯顿（Ken Paxton）于2020年12月8日提起诉讼，指控喬治亞州、密歇根州、宾夕法尼亚州和威斯康星州在选举前更改选举程序，从而违反了美国宪法。该诉讼要求在2020年12月14日美国选举人投票之前，暂时扣起这四个州的核证投票数。这起诉讼於约50起选举结果争议相關诉讼失败后提起，當中不少涉及選舉舞弊的指控。而這宗诉讼並沒有有關選舉舞弊的指控，反認為被告各州透過非立法行為者（即司法和行政部门）修改選舉相關法律，因此涉嫌違反宪法。
在德州提出诉讼申请的24小時內，特朗普、一百多名共和党众议员、十八名共和党州检察长提出动议，以支持該宗申請。特朗普稱其為「大案」。被告州份的总检察长連同20個州份、兩個領地、哥伦比亚特区提交了幾份简报，敦促法院拒绝受理此案，称其为「煽动性地滥用司法程序」。多名法律專家表示其不太可能成功，猶如「万福玛利亚传球」。
最高法院于2020年12月11日頒佈命令，拒绝审理此案，理由是根据宪法第三条，德州没有资格对其他州的选举结果和程序提出异议。这是12月14日选举人投票前最后一次的重要法律行动。